# Никитин, Александр Иванович (политолог)
Алекса́ндр Ива́нович Ники́тин (11 июня 1958, Тбилиси) — российский политолог-международник, доктор политических наук, главный научный сотрудник Института международных исследований (ИМИ) МГИМО, профессор кафедры политической теории МГИМО, кафедры публичной политики ВШЭ.

## Биография
В 1979 году окончил философский факультет МГУ. В 1983 году защитил кандидатскую диссертацию в Институте США и Канады Академии наук СССР, где продолжал работать до 1989 года. Также стажировался в Представительстве СССР при ООН.
С 1989 года преподаёт в МГИМО, где также возглавляет Центр евроатлантической безопасности Института международных исследований. В 2000 году защитил в МГИМО докторскую диссертацию. Был избран президентом, а в дальнейшем почетным президентом Российской ассоциации политической науки, является действительным членом Российской академии военных наук.
Являлся директором Центра евроатлантической безопасности ИМИ МГИМО. С 2024 года — главный научный сотрудник Института международных исследований МГИМО.
Заместитель председателя Российского Пагуошского комитета при Президиуме РАН с 1994 года, член международного Совета Пагуошского движения учёных с 1997 года. С 2013 по 2022 год входил в состав научного совета при Совете Безопасности РФ, был исключён после критики войны на Украине.. С 2004 года входит в Научно-экспертный совет ОДКБ.
В сферу интересов Никитина входят такие темы, как архитектура европейской и азиатской безопасности, миротворческие операции, ограничение и сокращение вооружений, а также ядерная политика. Никитин с 2006 по 2012 год входил в Экспертную группу при Верховном комиссаре ООН по правам человека, где руководил разработкой проекта Конвенции ООН по регулированию деятельности частных военных и охранных компаний.
Является основным автором трёх принятых модельных законов СНГ: «О парламентском контроле над военной организацией государства», «О противодействии наемничеству» и «Об участии государств СНГ в миротворческих операциях». Выступал организатором более 50 международных конференций и научно-исследовательских проектов.
Автор более 100 публикаций, изданных в России и за рубежом на 6 языках, в том числе автор учебников «Международные конфликты» и «Международная безопасность» и редактор-составитель более чем 10 монографий.

## Награды
- Почётная грамота Президента Российской Федерации (8 февраля 2017 года) — за заслуги в развитии науки, образования, подготовке квалифицированных специалистов и многолетнюю добросовестную работу[6].
- Медаль Признательности[арм.] (23 января 2016 года, Армения) — за вклад в создание Национального исследовательского университета обороны Министерства обороны Республики Армения[7].
- Награждён орденом ОДКБ и медалью Межпарламентской ассамблеи СНГ.

## Избранная библиография
- Eurasia: New Peace Agenda. Ed. by A.Nikitin, M.Tehranian, M.Intriligator. Collective monograph — New York-London-Amsterdam. Elsevier, 2005.
- Миротворческие операции, парламенты и законодательство. Коллективная монография. Гл. ред. и автор глав А. И. Никитин. М.: Эслан, 2004.
- Миротворческие операции: концепции и практика. Монография. М.: МОНФ, 2000.
- Военные и общество. Военно-гражданские отношения в странах СНГ. Коллективная монография. Гл. ред. и автор глав А. И. Никитин. М, 2003.
- Глава «Международные конфликты и проблемы миротворчества» в учебнике МГИМО «Современные международные отношения и мировая политика». М.: Просвещение, 2004.
- Статья «Теория ядерного сдерживания» в Энциклопедии «Глобалистика». М.: Радуга, 2004.
- Книга «Парламентский контроль над военной сферой в СНГ». Под общей ред. и с предисловием А. И. Никитина. М.: Эслан, 2003.
- «Новая эра: международные отношения после 11 сентября 2001 года» (Материалы Интернет-конференции). М., 2004 .
- Модельный закон СНГ «Об участии государства в миротворческих операциях». Под ред. и с предисловием А. И. Никитина. М.: Эслан, 2004.
- Контуры обновления внешней политики России. Статья в журнале «Обозреватель» № 9-10. М., 2004.
- «Концепция внешней политики России: контуры обновления». Под ред. А. И. Никитина, В. Е. Петровского. М.: Эслан, 2004.
- Вмешательство в конфликты с применением военной силы. Статья в журнале «Мир и согласие», № 19, 2004.
- NATO-Russia Relations in a Post-Cold War Eurasia. Глава в колл. Монографии. In: Nuclear Disarmament: Obstacles to Banishing the Bomb. — I.B. Tauris, London, New York, 2000.
- Analyzing the Causes of War and Peace. In: Dialogue of Civilizations: A New Peace Agenda for a New Millenium/ — I.B. Tauris, London, New York, 2002
- Eurasianism in the Russian mentality and policy towards Europe. In: Russia and Europe: Putin’s Foreign Policy, Stokholm, 2004
- Nuclear Weapons and Asian Security in a Post-ABM Treaty Era. — In CPAPD Journal, Beijing (PRChina), 2002
- From REF to EAR: Russian Concepts of Seventh Generation War. Im: Rustungkontrolle im Cyberspace / — Heunruch Boll Stiftung, Berlin, 2001
- Civilian and Parliamentary Control over the Military: Purposes and Principles of the CIS Model Law. In: Legal Framing of the Democratic Control of Armed Forces and the Security Sector. — Belgrade, DCAF-CCMR, 2001
- Eurasianism in the Russian mentality and policy towards Europe. In: Russia and Europe: Putin’s Foreign Policy, Stokholm, 2002
- Russian Nuclear Policy and Zigzags of Nuclear Disarmament. The Long Road for Peace, World Scientific Press, Singapore-London, 2001
- Russia: Impediments to Nuclear Disarmament. In: A Nuclear-Weapon-Free World/ Ed. By F.Blackaby and T.Milne. London, Macmillan Press, 2000
- Sovereignty and Intervention: International Perspective. In: Confronting the Challenges of the 21st Century. Ed. By J.Rotblat. — New Jersey/London: World Scientific Press, 2001'
- Международный конфликты: вмешательство, миротворчество, урегулирование Учебник. — М.: Издательство «Аспект-пресс». 2017. — 384 с.
- International Security: World Order, Conflict Resolution, Arms Control, Counter-terrorism: Textbook — Moscow: MGIMO University, 2020. — 339 p.